# لودویگ اشتومپفگر
لودویگ اشتومپفگر (آلمانی: Ludwig Stumpfegger; ۱۱ ژوئیهٔ ۱۹۱۰ – ۲ مهٔ ۱۹۴۵) یک پزشک و نظامی اهل آلمان بود. وی از سال ۱۹۴۴ جراح شخصی آدولف هیتلر بود. وی دو روز پس از مرگ هیتلر خودکشی کرد.